# What's the Frequency, Kenneth?
What's the Frequency, Kenneth? is een nummer van de Amerikaanse alternatieve rockband R.E.M. uit 1994. Het is de eerste single van hun negende studioalbum Monster.

## Achtergrondinformatie
De titel van het nummer verwijst naar een incident in New York in 1986, waarbij twee toen nog onbekende aanvallers journalist Dan Rather aanvielen terwijl ze herhaaldelijk riepen: "Kenneth, what is the frequency?". R.E.M.-frontman Michael Stipe schreef het nummer nadat hij gefascineerd raakte door de zaak en de reactie van de media erop. Volgens Stipe is het nummer dan ook een aanval op de media.
Op "What's the Frequency, Kenneth?" laat de band een ander geluid horen dan op hun vorige materiaal: de mandolines en strijkers uit de vroege jaren 90 werden vervangen door grungy elektrische gitaar en een andere baslijn. Het nummer werd in veel landen een (bescheiden) hit. Zo bereikte het de 21e positie in zowel de Amerikaanse Billboard Hot 100 als de Nederlandse Top 40. In de Vlaamse Radio 2 Top 30 bereikte de plaat een 19e positie.

## Tracklijst
- Cd-single

1. "What's the Frequency, Kenneth?" – 3:59
2. "Monty's Got a Raw Deal" (live) – 4:22
3. "Everybody Hurts" (live) – 5:41
4. "Man on the Moon" (live) – 5:24

- 7"

1. "What's the Frequency, Kenneth?" (radioversie) – 3:59
2. "What's the Frequency, Kenneth?" (K versie) – 3:59